# Согоян, Ваге Фридрихович
Ваге Фридрихович Согоян (род. 12 июня 1970, Ленинакан) — российский и армянский скульптор. Заслуженный художник Российской Федерации (2011). Награждён медалью Мовсеса Хоренаци (2014).

## Биография
Родился 12 июня 1970 года в Ленинакане Армянской ССР. Отец — Фридрих Мкртичевич Согоян (1936—2019), известный скульптор, народный художник России, Украины и Армении. Есть брат — Микаэль, также скульптор.
В 1988 году Ваге окончил Московскую художественную школу. В 1994 году окончил скульптурный факультет Московского художественного института имени В. И. Сурикова.
Свою творческую деятельность начал в 1991 году. С 1997 года — член союза художников Москвы.
Автор и соавтор более 400 монументальных и станковых работ, которые установлены в разных городах России и Армении, а также находятся в галереях и частных коллекциях нескольких стран. Среди наиболее известных работ — Памятник Юнгам Северного флота (в соавторстве), серия памятников и композиций в Прохоровке (в соавторстве), памятник «Жертвам безвинным, сердцам милосердным» в Гюмри (в соавторстве).
Также является автором множества памятников известным деятелям искусства, среди которых Ханс Кристиан Андерсен (2017), Фридрих Согоян (2020), Элина Быстрицкая (2020), Армен Джигарханян (2021), Валерий Гаркалин (2023) и другие.
В 2021 году режиссёр Артур Варданян снял о нём документальный фильм «Прикосновение. Ваге Согоян».
Женат, имеет двоих детей — сын Миран и дочь Микаэла.

## Творчество
Монументальная скульптура
Армения
- 2008 — памятник «Жертвам безвинным, сердцам милосердным»; многофигурная композиция (соавторы Ф. М. Согоян, М. Ф. Согоян). Гюмри, Мемориальный комплекс, посвященный 20-й годовщине Спитакского землетрясения 1988 года в Армении.
- 2009 — памятник Католикосу всех Армян Вазгену I (соавтор Ф. М. Согоян).
- 2009 — памятник дудуку «Песня Родины» (соавторы Ф. М. Согоян, М. Ф. Согоян). Гюмри
- 2011 — памятник В. В. Рудакову. Ширакская область.
- 2013 — «Единый крест» (соавторы Ф. М. Согоян, М. Ф. Согоян). Ереван.[11]

Россия
- 1993 — Памятник Юнгам Северного флота (соавторы Ф. М. Согоян, М. Ф. Согоян). Архангельск.
- 1997 — «Единый крест» (соавтор Ф. М. Согоян). Москва.
- 1997 — «Муза», две декоративные маски. Вход в здание «Галерея Актёр», Москва.
- 1998 — памятник «Оставленным Могилам» на Армянском кладбище в Москве (соавтор Ф. М. Согоян).
- 2000 — памятник воинам, погибшим на Прохоровском поле в Великой Отечественной войне (соавтор Ф. М. Согоян). Село Прохоровка, Белгородская обл.
- 2001 — памятник геологам-первооткрывателям (соавтор Ф. М. Согоян).
- 2002 — памятник В. И. Муравленко (соавтор Ф. М. Согоян). Муравленко, Тюменская обл.
- 2002 — памятник рабочему-строителю (соавтор Ф. М. Согоян). Долгопрудный, Московская обл.
- 2003 — памятник «Руки Мастера» (соавтор Ф. М. Согоян). Долгопрудный, Московская обл.
- 2005 — памятник подвигу Соловецких юнг в годы Великой Отечественной войны (соавтор Ф. М. Согоян). Москва.
- 2006 — памятник дудуку «Песня Родины» (соавторы Ф. М. Согоян, М. Ф. Согоян). Москва.
- 2008 — памятник «Материнство» (соавтор Ф. М. Согоян). Научный центр акушерства и гинекологии, Москва.
- 2008 — памятник «Детям севера» (соавтор М. Ф. Согоян). Муравленко, Тюменская обл.
- 2009 — памятник председателю попечительского совета «Прохоровское поле». И. Рыжкову (соавтор Ф. М. Согоян). Село Прохоровка, Белгородская обл.
- 2010 — памятник «Танковое сражение под Прохоровкой. Таран» (соавторы Ф. М. Согоян, М. Ф. Согоян). Государственный военно-исторический музей-заповедник «Прохоровское поле», село Прохоровка, Белгородская обл.
- 2010 — скульптурная композиция «Обезумевший немецкий солдат на Курской дуге». Государственный военно-исторический музей-заповедник «Прохоровское поле», село Прохоровка, Белгородская обл.
- 2012 — скульптурная композиция «Танец» (соавтор М. Ф. Согоян). Московская обл.
- 2015 — памятник Патриарху всея Руси Алексию II (соавторы Ф. М. Согоян, М. Ф. Согоян), село Прохоровка, Белгородская обл.
- 2015 — памятник «Танковый десант» (соавторы Ф. М. Согоян, М. Ф. Согоян). Государственный военно-исторический музей-заповедник «Прохоровское поле», село Прохоровка, Белгородская обл.
- 2015 — памятник, посвящённый младшим офицерам «В атаку» (соавторы Ф. М. Согоян, М. Ф. Согоян). Государственный военно-исторический музей-заповедник «Прохоровское поле», село Прохоровка, Белгородская обл.[12]
- 2015 — скульптурная композиция «Влюбленные» (соавтор М. Ф. Согоян). Ханты-Мансийск.
- 2017 — памятник писателю Хансу Андерсену (соавтор М. Ф. Согоян). Москва.
- 2018 — памятник «Руки хирурга» (соавтор М. Ф. Согоян). Институт хирургии им. А. В. Вишневского. Москва.
- 2021 — памятник «Плечом к плечу» (соавтор М. Ф. Согоян). Москва.
- 2021 — памятник работникам завода «Москвич» (АЗЛК) погибшим в годы Великой Отечественной войны (соавтор М. Ф. Согоян). Москва.[13]

## Награды и звания
- Заслуженный художник Российской Федерации (6 марта 2011 года) — за заслуги в области изобразительного искусства[14].
- Медаль Мовсеса Хоренаци (23 мая 2014 года, Армения) — по случаю Дня Республики[15].

## Галерея

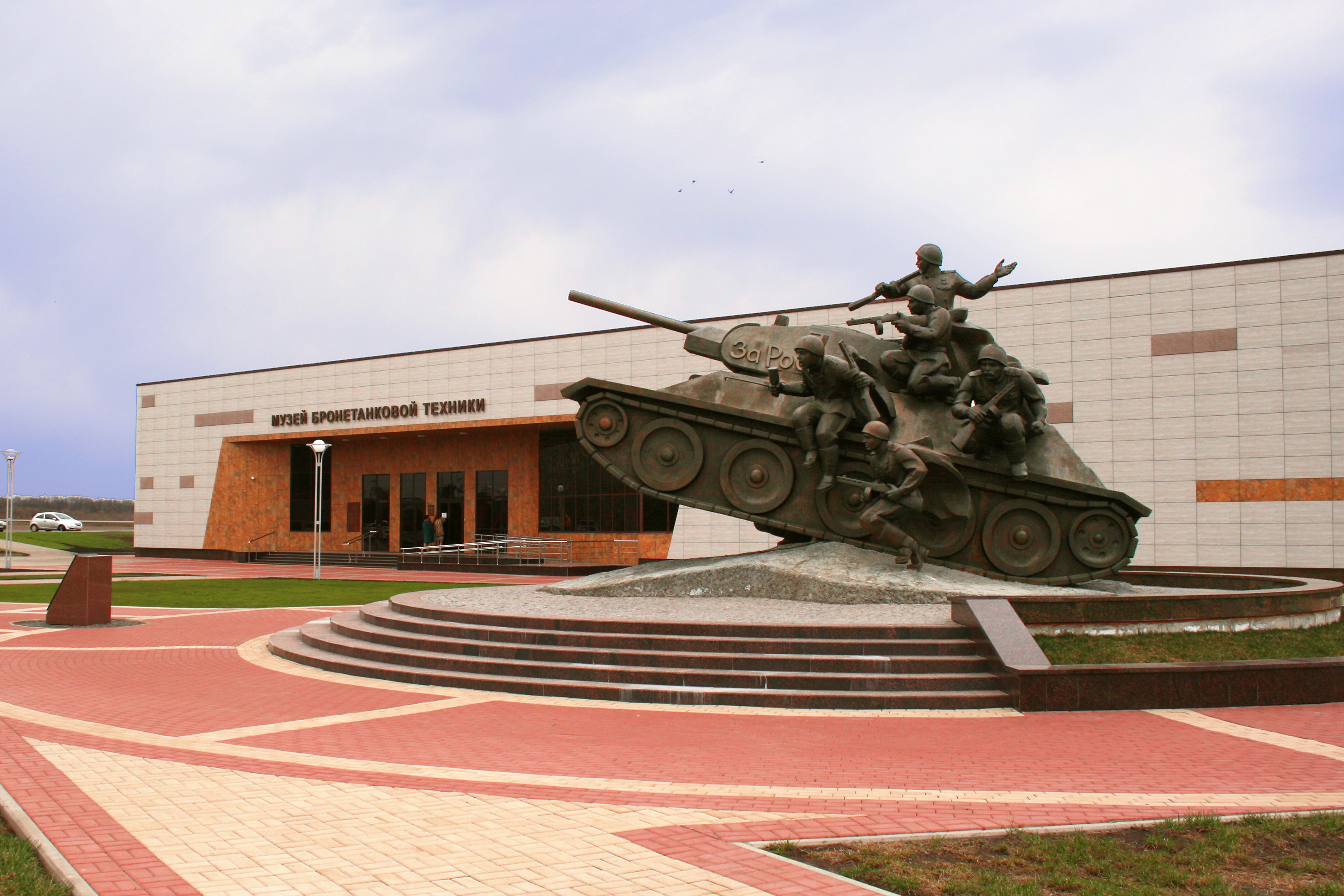
«Танковый десант».

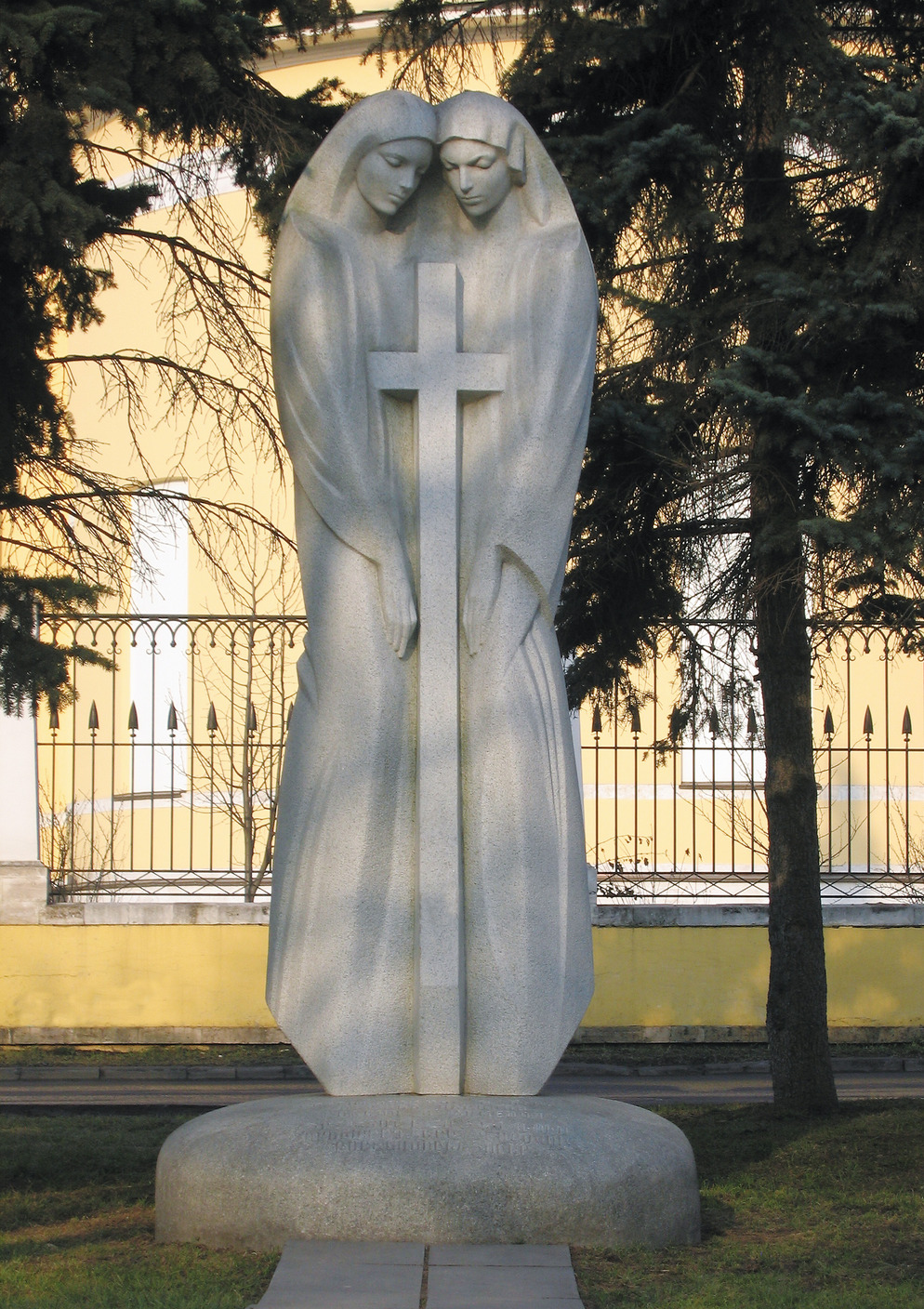
«Единый крест», Москва

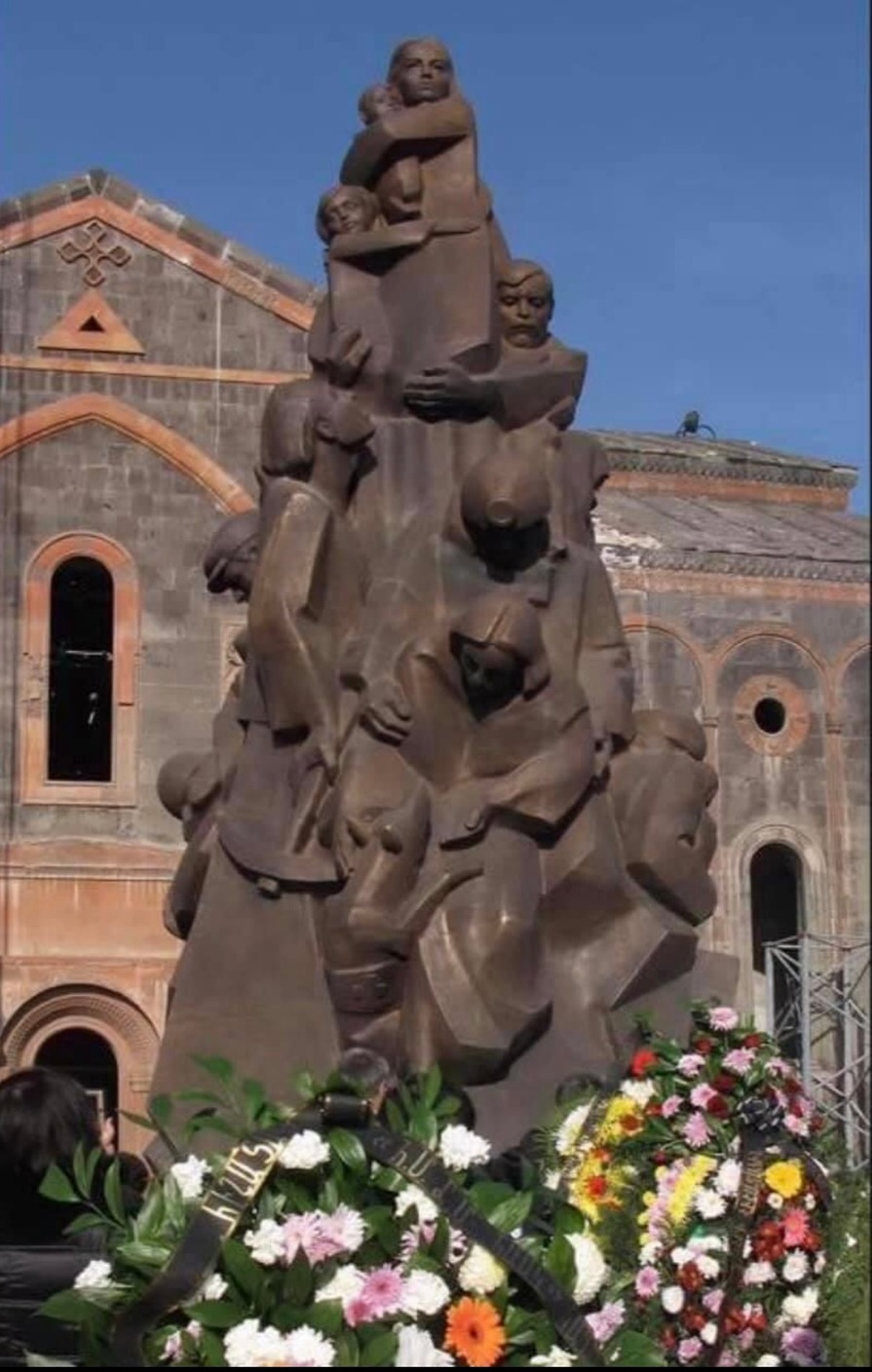
«Жертвам безвинным, сердцам милосердным”

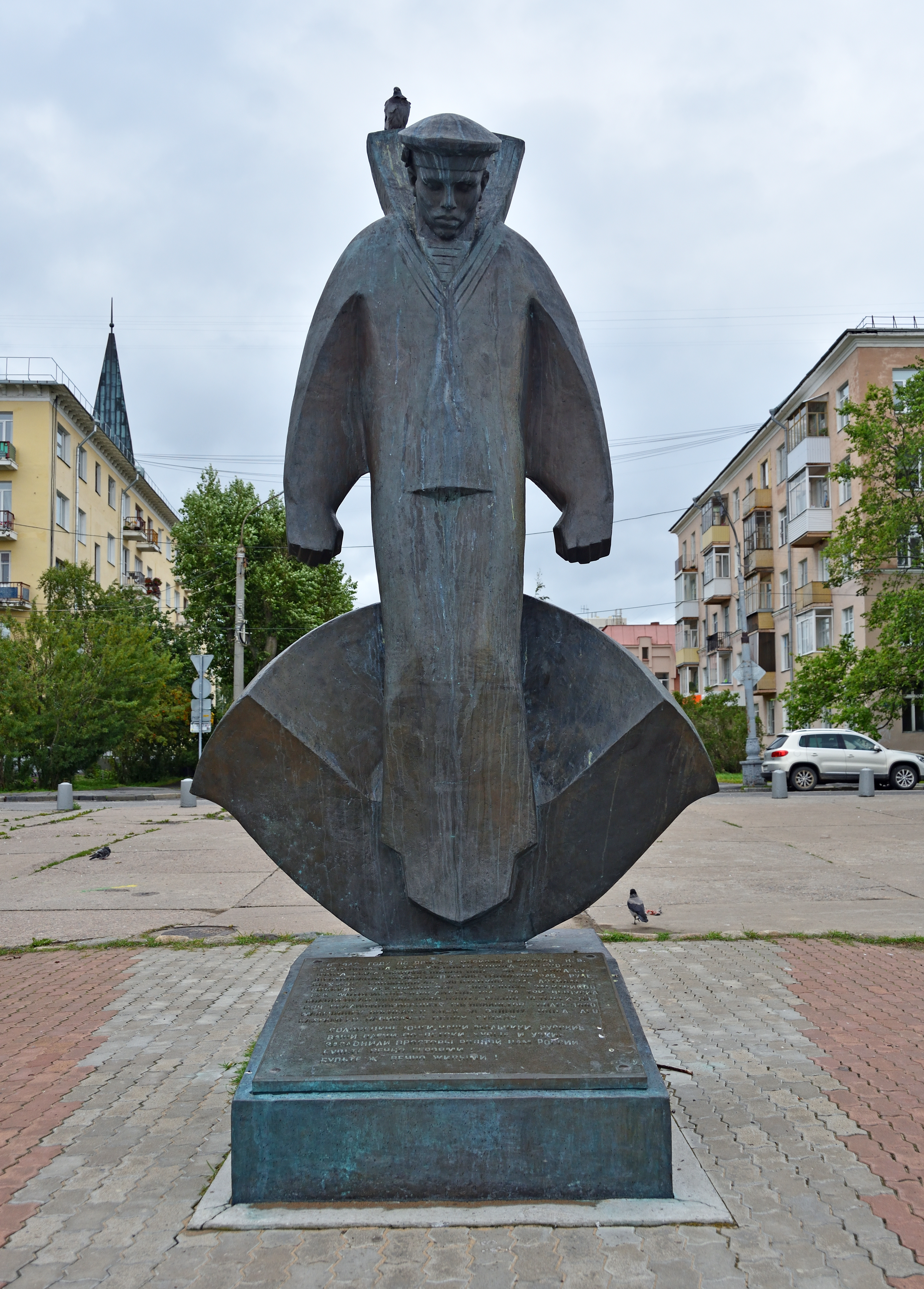
Памятник Юнгам Северного флота (Архангельск)
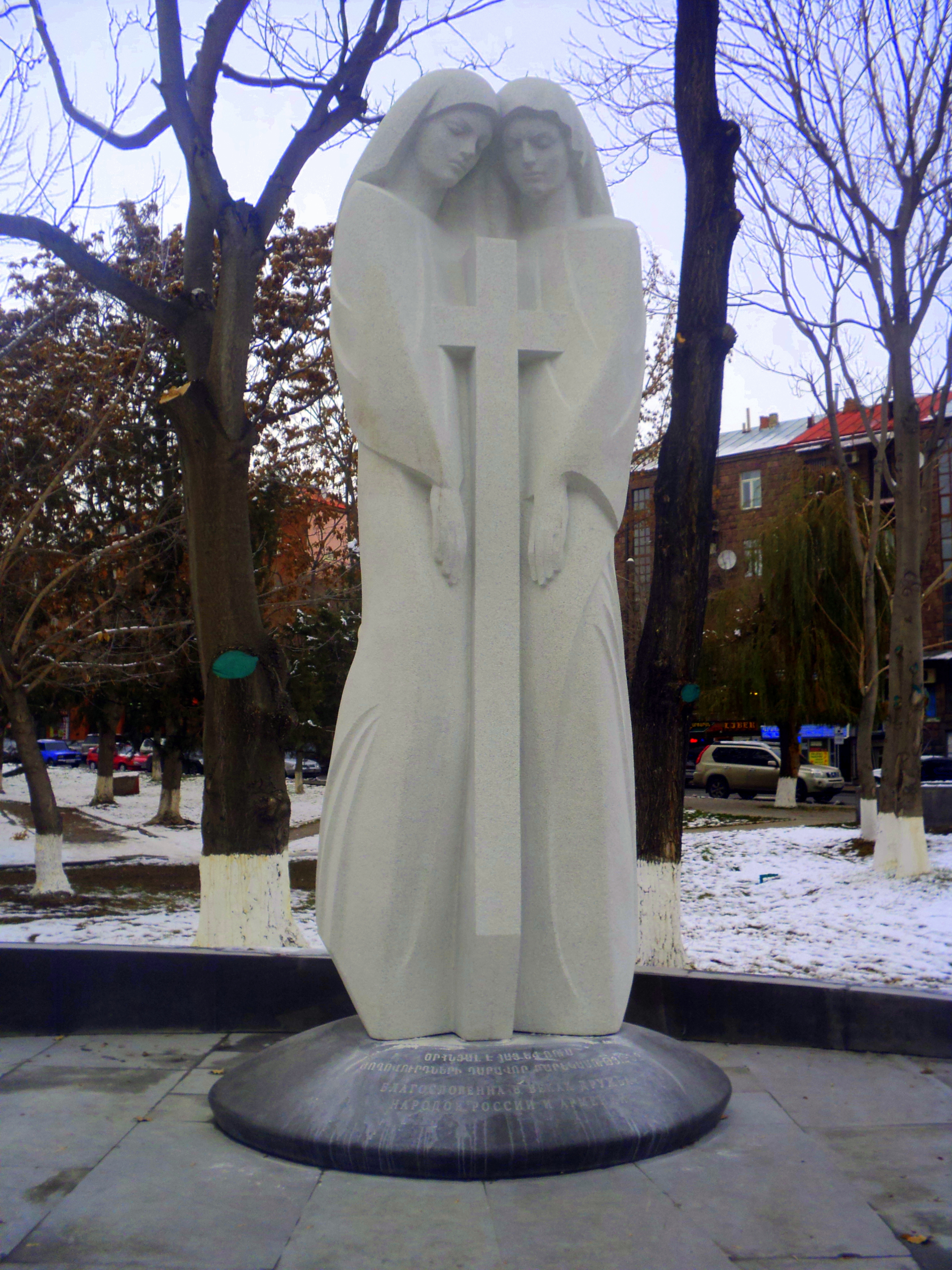
Единый крест (Ереван)